# Diospyros glomerata
Diospyros glomerata är en tvåhjärtbladig växtart som beskrevs av Richard Spruce och William Philip Hiern. Diospyros glomerata ingår i släktet Diospyros och familjen Ebenaceae. Inga underarter finns listade i Catalogue of Life.